# ستانلي كورتيز
ستانلي كورتيز (بالإنجليزية: Stanley Cortez)‏ هو مصور سينمائي أمريكي، ولد في 4 نوفمبر 1908 في نيويورك في الولايات المتحدة، وتوفي في 23 ديسمبر 1997 في هوليوود في الولايات المتحدة بسبب نوبة قلبية.

## وصلات خارجية
- ستانلي كورتيز على موقع IMDb (الإنجليزية)
- ستانلي كورتيز على موقع الموسوعة البريطانية (الإنجليزية)
- ستانلي كورتيز على موقع ألو سيني (الفرنسية)
- ستانلي كورتيز على موقع أول موفي (الإنجليزية)
- ستانلي كورتيز على موقع قاعدة بيانات الأفلام السويدية (السويدية)
- ستانلي كورتيز على موقع قاعدة بيانات الفيلم (الإنجليزية)
- ستانلي كورتيز على موقع كينوبويسك (الروسية)